# Gabriel Ferrier
Gabriel Ferrier (Nîmes, 29 settembre 1847 – Parigi, 6 giugno 1914) è stato un pittore francese.

## Biografia
Gabriel Joseph Marie Augustin Ferrier nacque nel sud della Francia, a Nîmes. Suo padre era farmacista e rispettò la vocazione artistica di suo figlio lasciandolo partire per Parigi, dove il giovane Ferrier si iscrisse all'École des beaux-arts. Ferrier fu quindi allievo di Ernest Hébert e di Isidore Pils. Terminati gli studi espose in vari "Salon" già a partire dal 1869.
Nel 1872 vinse il Prix de Rome in pittura con la tela Une scène de Déluge (Una scena del Diluvio). Soggiornò quindi a Roma nell'Accademia di Francia a Villa Medici dal 1873 al 1876.
Rientrato in Francia si specializzò in ritratti ed ebbe diversi incarichi da parte di vari personaggi importanti della Terza repubblica. Nel 1883 Fece un viaggio in Algeria, dal quale tornò portando con sé alcune tele di carattere orientalista.
All'Esposizione universale di Parigi del 1889 ottenne la medaglia d'oro.
Divenne quindi professore di disegno alla Scuola della Légion d'honneur e in seguito docente all'École des beaux-arts di Parigi, come successore di Jean-Léon Gérôme. Fu eletto anche membro dell'Académie des beaux-arts a partire dal 1906.
Fu membro della Società Teosofica.
Ferrier morì a Parigi all'inizio della prima guerra mondiale, all'età di 67 anni.

## Opere
- Figure peinte, 1869. Parigi, École des Beaux-Arts
- Le Calvaire (da Rubens), circa 1869. La Rochelle, collegio Eugène Fromentin
- Figure peinte, 1870. Parigi, École des Beaux-Arts
- Figure peinte, 1871. Parigi, École des Beaux-Arts

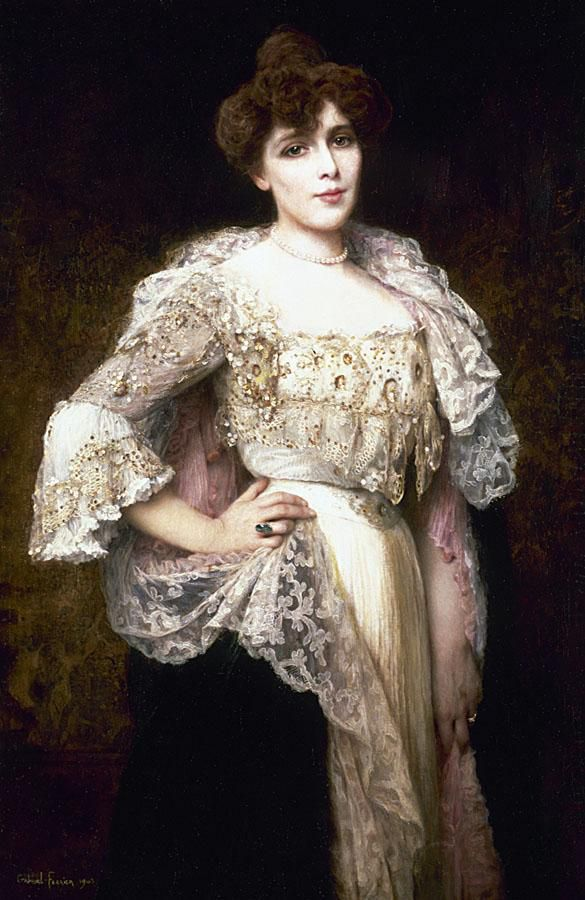
Ritratto di dama

- Torse o Demi-figure peinte, 1871. Parigi, École des Beaux-Arts
- Esquisse d'une scène guerrière, 1871. Rouen, Museo di belle arti
- Franc tireur mort, 1871. Rouen, Museo di belle arti
- Portrait d'Albert Maignan, Amiens, Museo della Picardia
- Figure peinte, 1872. Parigi, École des Beaux-Arts
- L'Admiration, 1872. Parigi, École des Beaux-Arts
- Une scène du déluge, 1872. Prix de Rome di pittura nel 1872. Parigi, École des Beaux-Arts
- Le bon samaritain, 1872. Caen, Museo di belle arti
- Improvisateur de la Grande-Grèce, CLXXXVIIe olympiade, 30 av. JC, 1872. Localizzazione sconosciuta
- Le Christ en Croix, 1874. Bourg-Saint-Andéol, municipio
- Judith, 1875. Collezione privata
- L'enlèvement de Ganymède, 1875. Collezione privata
- Saint Georges terrassant le dragon (da Vittore Carpaccio), 1876. Parigi, École des Beaux-Arts
- David vainqueur de Goliath, 1876. Nîmes, Museo di belle arti
- Bethsabée, 1876. Localizzazione sconosciuta
- Sainte Agnès, 1877. Rouen, Museo di belle arti
- Le Christ en Croix, 1877. La Ferté-Bernard, municipio
- Portrait de Clémence Louis, née Fortier, 1878. Chambéry, Museo di belle arti
- Scena dell'Inquisizione in Spagna detta L'autodafé, 1879. Parigi, Museo d'Orsay
- Esquisse pour le monument aux morts du lycée Chaptal, circa 1879. Parigi, Museo Carnavalet
- Portrait du duc de Guise et de la duchesse de Magenta, 1880. Collezione privata

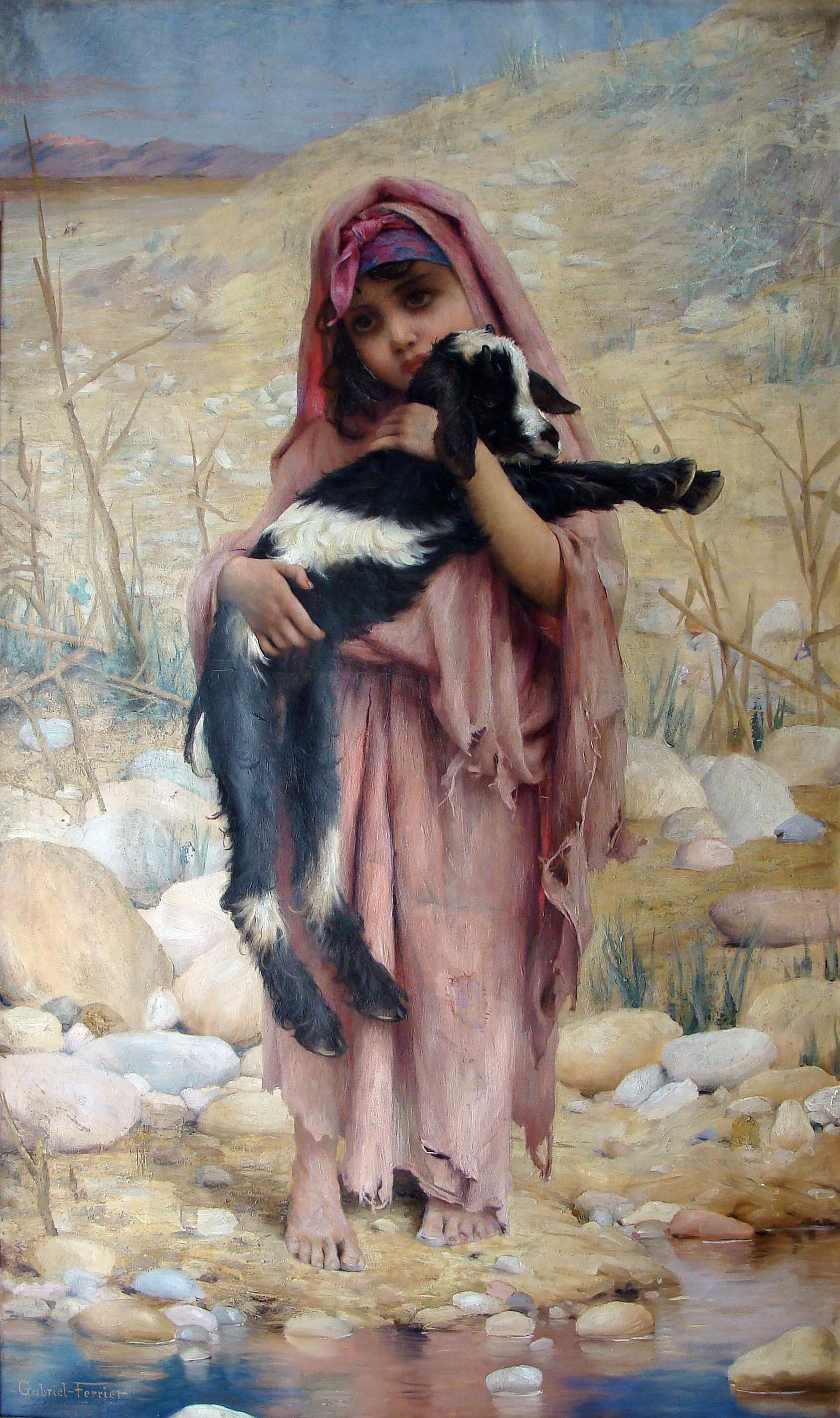
Pastorella algerina

- Salammbò, 1880. Localizzazione ignota
- Les Mères maudissant la guerre, 1889. Amiens, Museo della Picardie
- Les Fleurs (schizzo), 1889. Schizzo per la sala delle feste del Municipio di Parigi. Parigi, Museo del Petit-Palais
- Les Parfums (schizzo), 1889. Schizzo per la sala delle feste del Municipio di Parigi. Parigi, Museo del Petit-Palais
- Les Fleurs, 1891. Arredo della sala delle feste del Municipio di Parigi. Parigi, Municipio
- Les Parfums, 1891. Arredo della sala delle feste del Municipio di Parigi. Parigi, Municipio
- La Glorification des Arts, 1891. Arredo dell'Ambasciata di Francia a Berlino. Distrutto
- Portrait de Charles-Louis de Saulces de Freycinet, 1894. Parigi, Museo d'Orsay
- Paradis d'amours, 1896. Localizzazione ignota
- L'Opéra Comique, circa 1899. Nîmes, municipio
- Le rêve du poète o L'éveil du poète, 1899. Parete dell'anfiteatro Descartes della Nuova Sorbona. Parigi, Università della Sorbona
- La Nuit (schizzo), 1900. Parigi, Museo d'Orsay
- La Nuit, 1900. "Trumeau"[4] nord-est della sala da pranzo della stazione d'Orsay. Parigi, Museo d'Orsay
- Le Soir (schizzo), 1900. Parigi, Museo d'Orsay
- Le Soir, 1900. "Trumeau" nord-ovest della sala da pranzo della stazione di Orsay. Parigi, Museo d'Orsay
- Le Midi, 1900. "Trumeau" sud-ovest della sala da pranzo della stazione di Orsay. Parigi, Museo d'Orsay
- L'Aube, 1900. "Trumeau" sud-est della sala da pranzo della stazione d'Orsay. Parigi, Museo d'Orsay
- L'Automne, 1900. Tondo nord del soffitto della sala da pranzo della stazione d'Orsay. Parigi, Museo d'Orsay
- Le Printemps, 1900. Tondo sud del soffitto della sala da pranzo della stazione d'Orsay. Parigi, Museo d'Orsay
- Les Quatre Saisons, 1900. Soffitto della sala da pranzo della stazione d'Orsay. Parigi, Museo d'Orsay
- Portrait de Victor Laloux, 1903. Tours, Museo di belle arti
- La Douleur, 1903. Arras, Museo di belle arti
- Portrait du général André, 1903. Parigi, Museo d'Orsay
- Portrait du général André, 1903. Parigi, Museo d'Orsay
- Portrait de Mathilde de Wuthenau, baronne d'Uckermann, 1905. La Tronche, Museo Hébert
- Portrait de Paul Déroulède, 1906. Parigi, Museo Carnavalet
- Portrait du duc d'Harcourt, 1909. Collezione privata
- Portrait de Madame et Mademoiselle de Alvéar, 1910. Buenos Aires, Ambasciata di Francia
- Portrait de Madame de B., 1910.
- Portrait de Charles Sedelmeyer, 1911. Paris, Museo Carnavalet
- Portrait de M. Forichon, premier président de la cour d'appel de Paris, Collezione privata
- Portrait du général Henri de Lacroix, 1911.
- Portrait de M.me A. P., et de M.lle S. P., 1911.
- Le Soir, 1911. Parigi, Museo del Petit-Palais
- Portrait de M. de Alvéar, 1913.
- Portrait du vicomte et de la vicomtesse de Courtivron et leurs enfants, 1913.
- Portrait de Justo José de Urquiza, 1914.
- Portrait de Mme Hortensia Aguirre de Leloir., et de Mlle Marta Leloir de Udaondo, 1914. Buenos Aires, San Isidro, Museo Pueyrredon
- Portrait de Madame de Castro et ses enfants, 1914.
- Portrait de Madame Gabriel Ferrier, 1914. Parigi, Museo d'Orsay
- Portrait de Madame Porlin, distrutto. In precedenza era nel Municipio di Airaines
- Le duc d'Aumale au cabinet des livres au château de Chantilly, Chantilly, Museo Condé
- La Joconde (da Leonardo da Vinci), Parigi, Museo del Louvre
- La Lecture. Collezione privata
- Jeune bergère algérienne, Strasburgo, Biblioteca Pitagora

## Galleria d'immagini

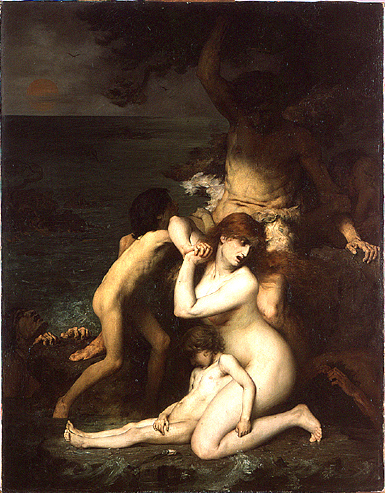
Scena del Diluvio
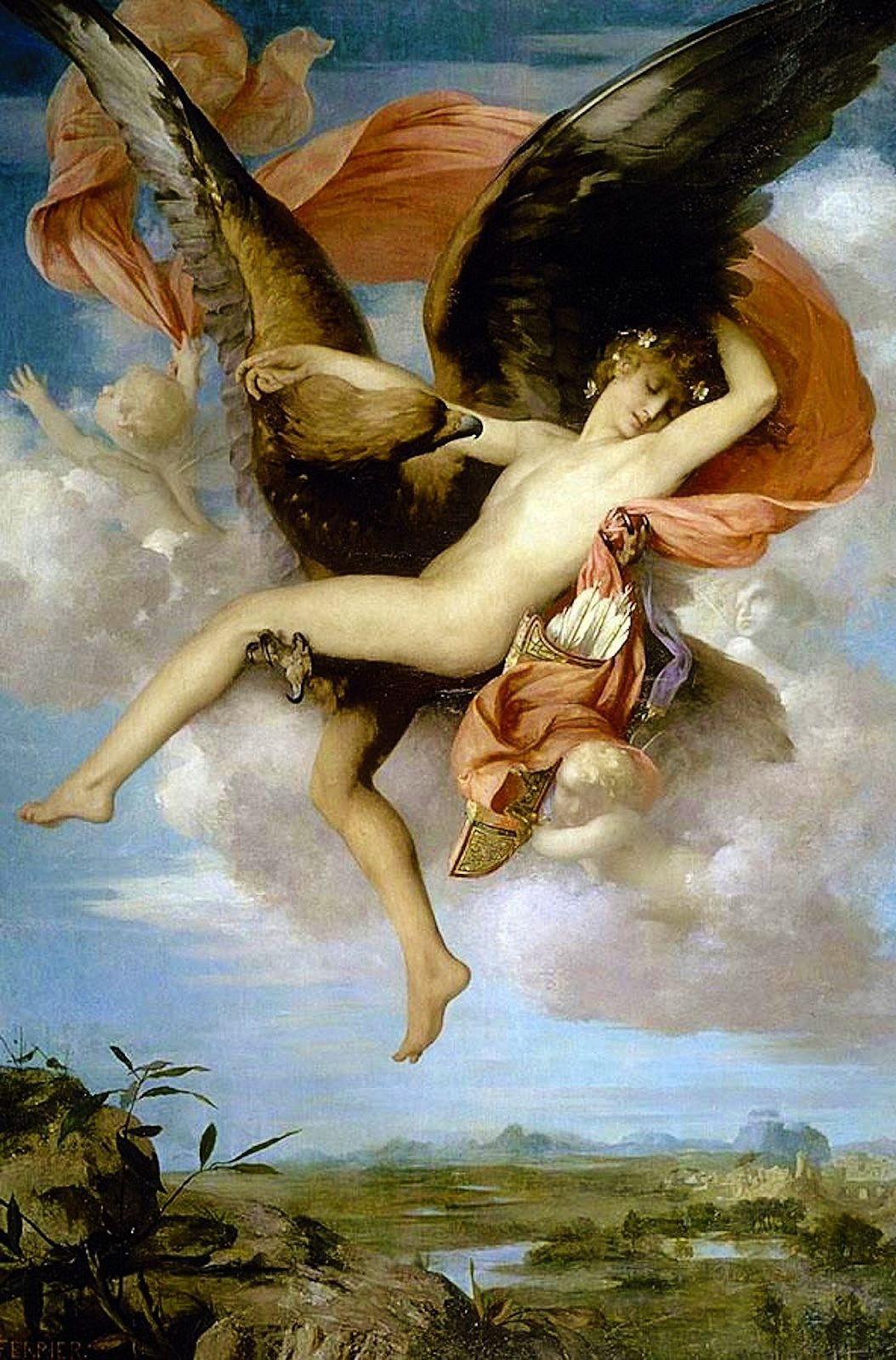
Il rapimento di Ganimede
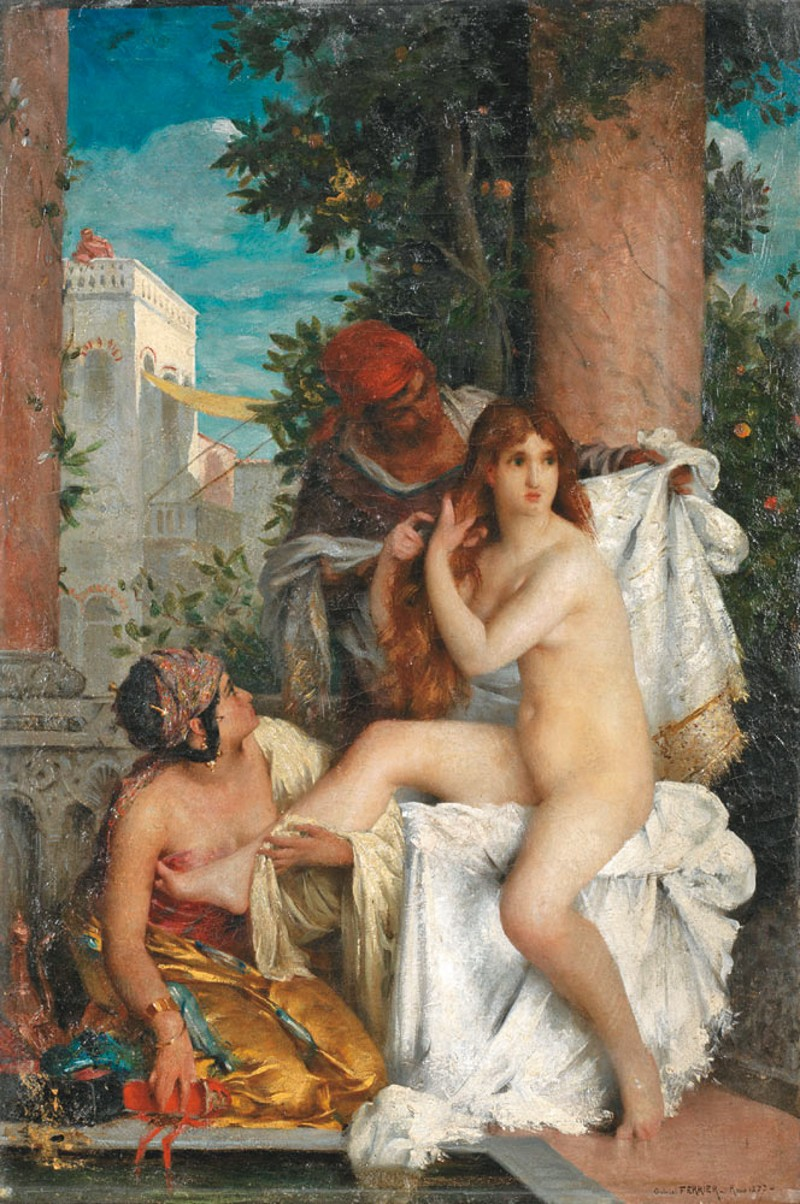
La toilette della favorita
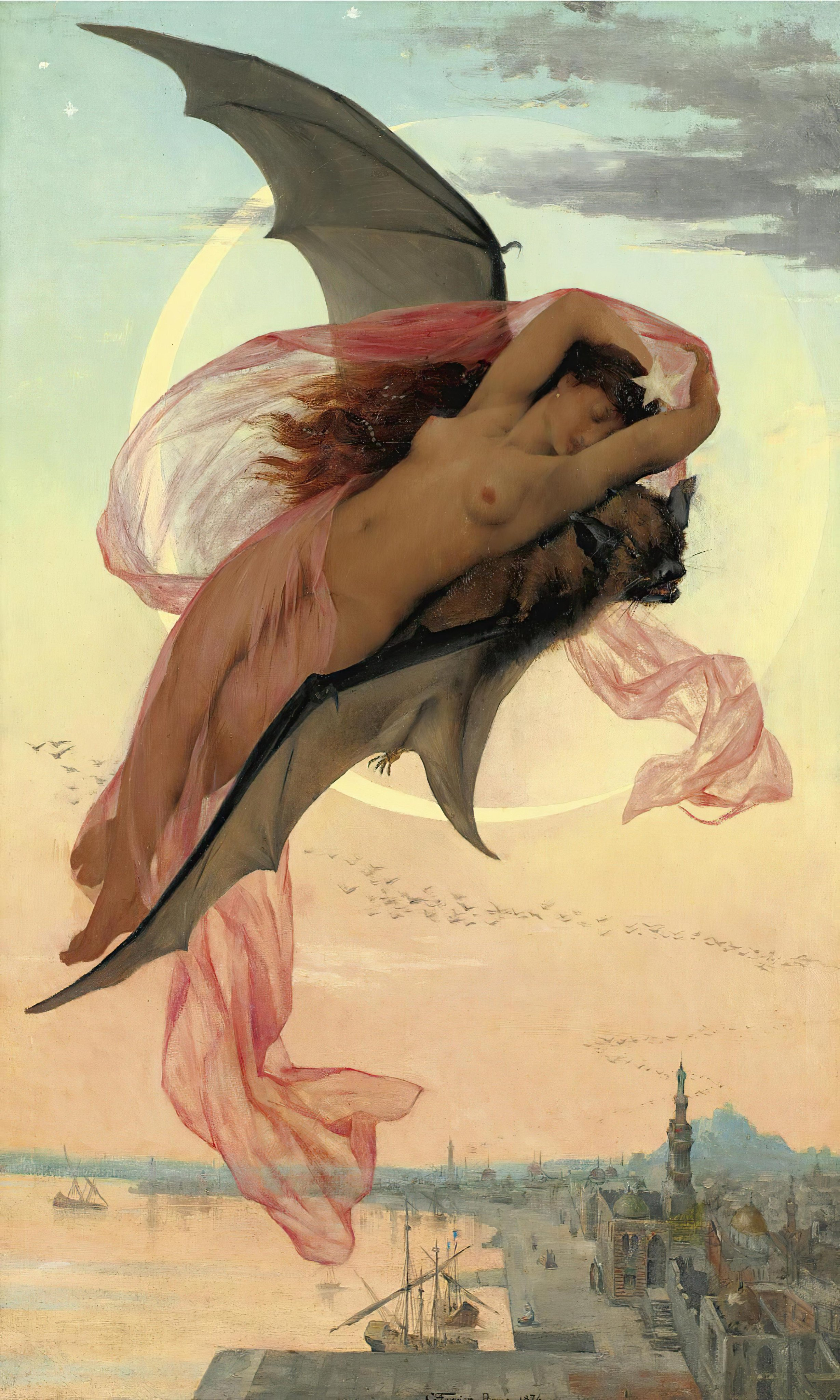
Sogni di una notte di luna
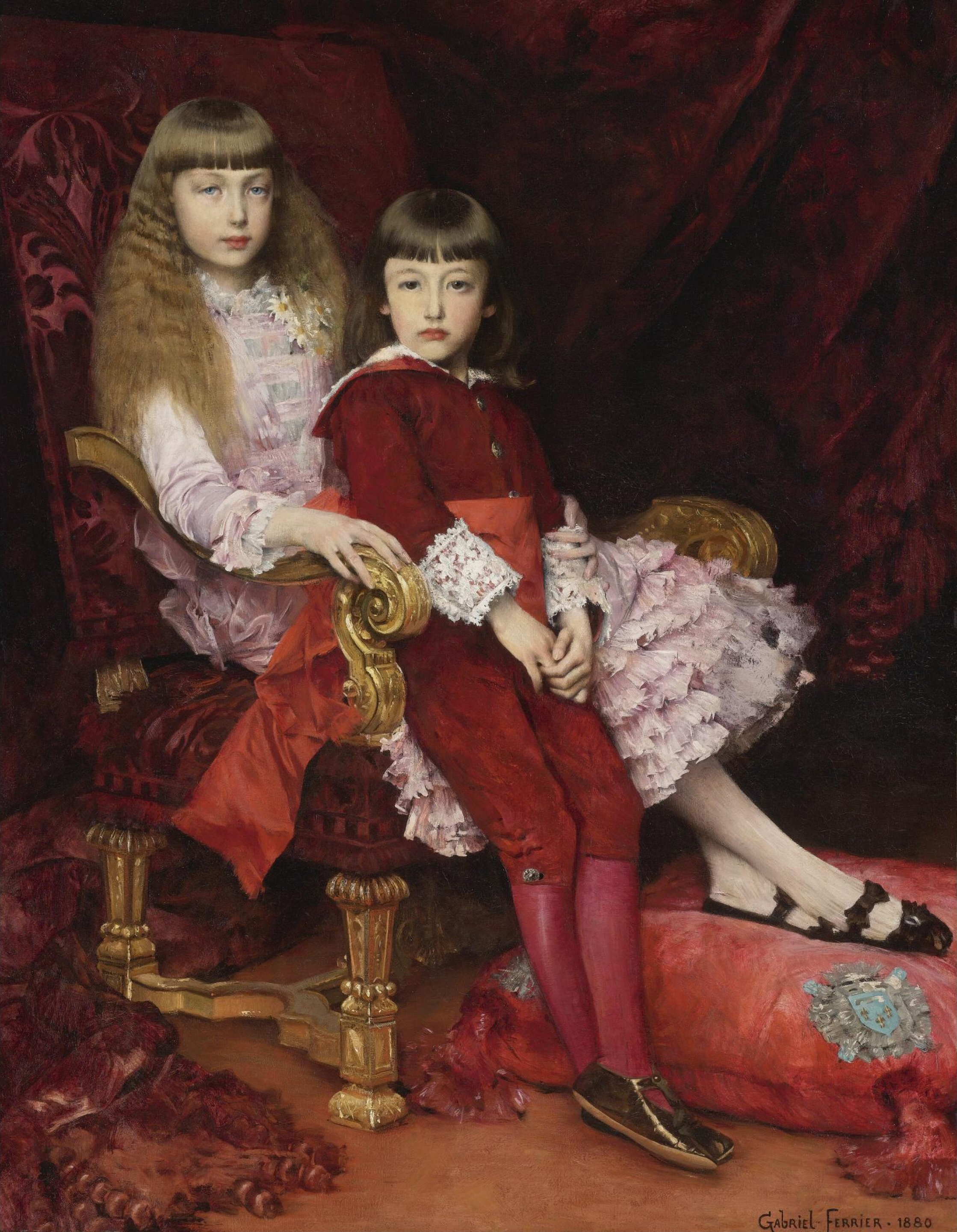
Margherita d'Orléans e il Principe Jean

## Allievi
Elenco parziale.
- Frederic Cayley Robinson (1862-1927)
- Roger Bissière (1886-1964)
- Georges A. L. Boisselier (1876-1943)
- Jacques-Jean-Raoul Jourdan (1880-1916)
- Maurice Bouviolle (1893-1971)
- René Buthaud (1886-1986), dal 1903 al 1907
- Lucien Lantier (1879-1960), dal 1904 al 1909
- Jenny Lorrain (1867-1943)
- Sara Page (1845-1943)
- François-Maurice Roganeau (1883-1973)
- Jules Ronsin (1867-1937)
- Louis Willaume (1874-1949)

## Bibliografia

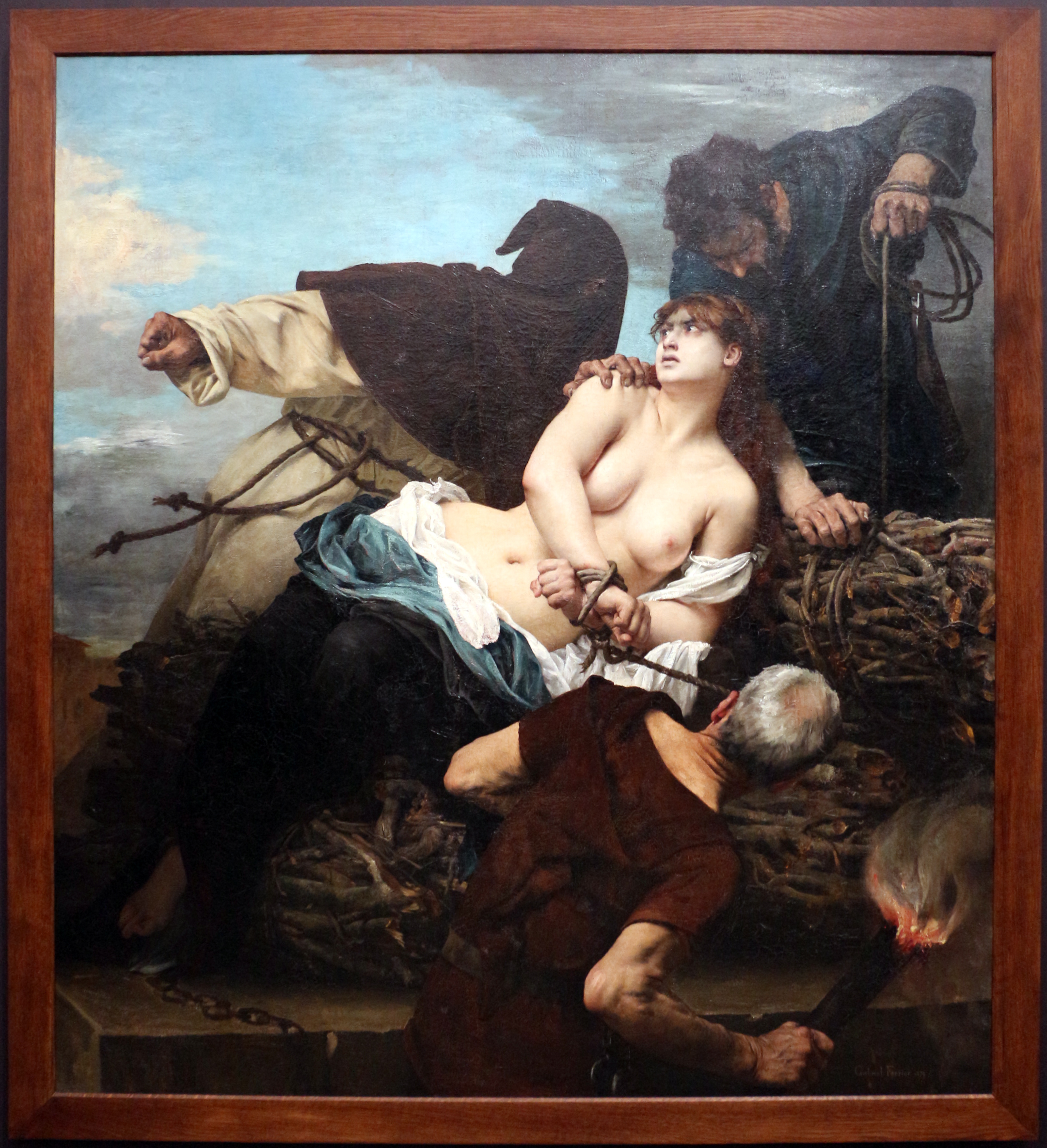
L'inquisizione spagnola